# Ленино (Липецкая область)
Ле́нино — село Ленинского сельсовета Липецкого района Липецкой области. Расположено на правом берегу реки Воронеж.

## История
В конце XVI века этой местностью владели бояре Романовы. В 1601 году Романовы попали в опалу, их вотчины в Скопинском уезде были разорены. Крестьяне из этих вотчин направились на берега Воронежа, где к тому времени выросло большое село Рома́ново-Городи́ще.
В 1614 году боярин И. Н. Романов, близкий родственник царя Михаила Фёдоровича, построил на городище острог, и селение стало называться городом Рома́нов. По сведениям писцовой книги 1627—1628 годов, «Городищо Романово» относилось к Городскому стану Лебедянского уезда.
Новое строительство укреплений в Романове велось в 1652 году. Романов и его окрестности вошли в Белгородскую черту, но Белгородскому разряду не подчинились.
С XVII века в селе развивается производство Романовских глиняных игрушек. В XIX веке промысел получил развитие в связи с популярностью Липецкого курорта.
В 1872 году в селе была построена церковь Рождества Пресвятой Богородицы.
В XVIII веке город преобразован в село Рома́ново, а в 1920 году переименовано в Ле́нино (в честь В. И. Ленина).

## Население
| 2010 | 2012  |
| ---- | ----- |
| 1369 | ↗1422 |

## Перспектива
В будущем возле юго-западной границы Липецка планируется построить город-спутник, который получит название Романово. Этот проект общероссийского масштаба, и по размаху он уступает только проекту Большого Домодедова в Московской области. Город-спутник Романово расположится на территории около 5700 га, а проживать там будет порядка 130 000 человек. С севера на юг протяжённость города составит приблизительно 10 км, с запада на восток около 7 км.
Новый населённый пункт согласно проекту расположится на части территорий Сырского и Ленинского сельских поселений Липецкого района Липецкой области. В перспективе Романово станет административным центром Липецкого муниципального района.

## Известные уроженцы
- Гурьев, Степан Савельевич (1902—1945) — советский военный деятель, генерал-майор (1942 год). Герой Советского Союза (1945 год).

## Транспорт
В село Ленино от центрального рынка Липецка ходит пригородный автобусный маршрут № 103.